# Дуба-Конавоська
42°36′ пн. ш. 18°20′ сх. д. / 42.60° пн. ш. 18.34° сх. д.
Дуба-Конавоська (хорв. Duba Konavoska) — населений пункт у Хорватії, у Дубровницько-Неретванській жупанії у складі громади Конавле.

## Населення
Населення за даними перепису 2011 року становило 63 осіб.
Динаміка чисельності населення поселення: